# The Legend of Korra (videogioco)
The Legend of Korra è un videogioco di azione in terza persona, sviluppato da Platinum Games e pubblicato da Activision per Microsoft Windows, PlayStation 3, PlayStation 4, Xbox 360 e Xbox One nel 2014. 
Il titolo è basato sull'omonima serie a cartoni animati, La leggenda di Korra, ed è ambientato tra la seconda e terza stagione. Il gioco è uno dei due videogiochi basati sulla stessa trama della serie; l'altro, The Legend of Korra: A New Era Begins, è un gioco di strategia a turni per Nintendo 3DS.
Ha ricevuto recensioni miste dalla critica. Oltre tre anni dopo la sua uscita, il gioco è stato rimosso dall'acquisto da tutti i negozi digitali il 21 dicembre 2017 in quanto il contratto di licenza per l'utilizzo dei diritti della serie animata stipulato da Activision era in scadenza.

## Trama
Gli eventi del gioco si verificano nelle due settimane tra ciò che è accaduto nella seconda e nella terza stagione della serie, trasmessa rispettivamente nel 2013 e nel 2014. Korra è contrastata da un "chi-blocker" il quale, all'inizio della storia, le toglie le sue abilità di dominio. L'Avatar dovrà riguadagnarle nel corso del gioco. Il principale criminale del gioco, Hundun, prende il nome da un'entità caotica nella mitologia cinese. Un antico, malvagio essere precedentemente intrappolato nel mondo degli spiriti è stato rilasciato nel mondo fisico dall'apertura dei portali spirituali di Korra alla fine della seconda stagione. Il gioco lo vede seminare il caos nel mondo e perseguire il suo rancore contro l'Avatar.

## Modalità di gioco
Il gameplay di The Legend of Korra è quello di un gioco d'azione in terza persona. Il giocatore controlla Korra, protagonista del cartone, utilizzando le sue arti di controllo degli elementi acqua, terra, fuoco ed aria utilizzando un complesso e completo sistema di combo, mosse speciali e contrattacchi. Korra può alternare al volo quattro elementi diversi, ciascuno con i propri stili di combattimento e mosse speciali.
Il dominio dell'acqua viene acquisito per primo e specializzato negli attacchi a distanza. Il dominio della terra, acquisito successivamente, presenta attacchi lenti che sono molto potenti e non possono essere bloccati. Il dominio del fuoco è uno stile bilanciato che, una volta aggiornato, presenta tutte e tre le forme di attacco: combo veloci, lenti ma potenti e a distanza. Il dominio dell'aria, acquisito in ritardo nel gioco, presenta attacchi veloci e potenti che possono colpire tutti gli obiettivi circostanti. Korra acquisisce anche lo "stato dell'avatar" vicino alla fine della partita; dura un breve periodo, ma garantisce attacchi potenti alla Korra che combinano tutti e quattro gli elementi.
Il gioco cerca di convincere il giocatore a usare i contrattacchi. Il giocatore può iniziare un contrattacco bloccando un attacco nemico appena prima che si connetta. I contrattacchi sono ordini di grandezza più potenti degli attacchi diretti. Il contrattacco è l'unico modo per sconfiggere i boss in un ragionevole lasso di tempo, poiché sconfiggerli con attacchi diretti può richiedere ore. Gli attacchi elettrici e terrestri non possono essere neutralizzati.
Una volta completato, il gioco mette a disposizione anche una modalità "New Game +" con difficoltà maggiorata, gare di corsa con Naga e tornei di dominio sportivo, il popolare sport presente nella serie, con il giocatore che controlla il team "Furetti di Fuoco" composto da Korra e dai suoi amici Mako e Bolin.

## Sviluppo
La leggenda di Korra, la serie televisiva animata su cui è basato il gioco, è andata in onda su Nickelodeon e online dal 2012 al 2014 come sequel della serie Avatar - La leggenda di Aang. È stata acclamata dalla critica come il suo predecessore, e sono state trasmesse quattro stagioni per un totale di 52 episodi.
Nel giugno 2014 Activision ha annunciato ufficialmente il gioco, che verrà pubblicato nell'autunno nello stesso anno. È stato sviluppato da PlatinumGames, noto tra gli altri per la serie di giochi di azione Bayonetta, e pubblicato da Activision. Il gioco è sceneggiato da Tim Hedrick, uno scrittore della serie TV, che ha collaborato con i creatori della serie Bryan Konietzko e Michael Dante DiMartino sulla trama e sul cattivo principale. I filmati sono animati da Titmouse mentre la copertina del gioco (scelta tramite il voto dei fan) è del designer di personaggi della serie Christie Tseng. Il gioco ha utilizzato i doppiatori e la colonna sonora della serie TV. Un primo gameplay del gioco è stato mostrato ad un panel del San Diego Comic-Con nel luglio 2014.
Robert Conkey di Activision ha spiegato che hanno scelto Platinum per il loro record di giochi d'azione in via di sviluppo, che ha descritto come "molto lisci, molto appariscenti e molto cool". Il produttore di Platinum Atsushi Kurooka ha detto che Platinum ha scelto di adattare La leggenda di Korra, una serie sconosciuta in Giappone, dopo averlo guardato con l'aiuto delle sceneggiature tradotte e di essere rimasto colpito dalla miscela della serie di "action interessante, una storia davvero bella, commedia, e romanticismo". Secondo Kurooka, lo studio aveva lo scopo di far sì che il gioco emulasse il più fedelmente possibile l'aspetto della serie televisiva, compresa la sua direzione visiva e sonora: Kurooka ha detto che gli screenshot del gioco erano indistinguibili da quelli della serie.
È la prima volta che compaiono nuove informazioni sul canone in un videogioco per console.
Il gioco non è stato doppiato in italiano, ed è quindi interamente in inglese.

## Accoglienza
Le valutazioni del gioco durante lo sviluppo sono state positive. Dopo aver giocato una build alpha del gioco nel giugno 2014, Destructoid ha descritto il gioco come un "picchiaduro d'azione piuttosto solido". Il revisore ha elogiato la completa implementazione dei vari stili di piegatura, il sistema di combattimento dettagliato e fluido e lo stile artistico cel-shading. Il reporter di GameSpot era "incoraggiato dallo stile artistico e da alcuni aspetti del combattimento", ma non sapeva se gli sviluppatori sarebbero stati in grado di bilanciare le richieste di fedeltà a un franchise e le aspettative di un gioco di combattimento di qualità sollevato dai loro precedenti titoli. IGN descrisse la prima versione come "tutta la profondità che mi aspetterei di vedere da questo sviluppatore in bundle con una fedele interpretazione artistica" del materiale di partenza, notando il sistema di combattimento "sorprendentemente profondo" e le "animazioni ricreate con gusto" da la serie.
Il videogioco ha ricevuto recensioni "miste o medie", secondo l'aggregatore di recensioni di videogiochi Metacritic. Fu interpretato da Dan Stapleton di IGN come un "tie-in fatto di tie-in che non può nemmeno reggersi come un gioco d'azione in terza persona competente". Il revisore ha notato il combattimento semplicistico del gioco, l'assenza dell'intelligenza e del fascino della serie e il filmato di bassa qualità. Kevin VanOrd di GameSpot è stato anche molto critico nei confronti del gioco, scrivendo che "fa del suo meglio per cacciare L'ultimo dominatore dell'aria di M. Night Shyamalan dalla sua legittima posizione come "peggiore cosa relativa ad Avatar ancora prodotta". Chris Carter a Destructoid ha riassunto il gioco come un "piacevole ma breve divertimento" senza una vera narrativa che "si presenta come una versione" leggera "dei precedenti giochi di Platinum". A Polygon, Philip Kollar ha descritto il gioco come una "esperienza superficiale, breve, piena di segmenti che si sentono mal progettati e poco considerati", con meccanismi frustranti e fastidiosi mini-giochi. Paul Tassi di Forbes, notando il "graffiante" recensione del gioco ricevuto, ha scritto che, come altri adattamenti della serie, ha mostrato "un fondamentale fraintendimento del materiale di origine, quasi completamente privo di una trama e di altri personaggi al di fuori di Korra stessa". Per Simon Parkin di Eurogamer, le carenze del gioco erano le "caratteristiche di un progetto di lavoro a noleggio che si affrettava a rispettare una scadenza natalizia", e considerava il gioco "un falò che significa che il nome Platinum non garantisce più la qualità".
Secondo Multiplayer, che ha dato al gioco un punteggio di 5.5, "The Legend of Korra è senza dubbio uno dei progetti meno ispirati di Platinum, con il team di sviluppo che è riuscito solo in piccola parte a riproporre i pregi della serie Nickelodeon". Il sito Eurogamer.it assegna al gioco un voto di 6 su 10, asserendo che "con un po' di cura e attenzione in più da parte degli sviluppatori poteva ottenere risultati senz'altro migliori", definendolo un "esperimento riuscito a metà da uno studio abituato a produzioni di ben altro livello".